# Terre di Pedemonte
Terre di Pedemonte – miejscowość i gmina w południowej Szwajcarii, w kantonie Ticino, w okręgu (distretto) Locarno, siedziba administracyjna powiatu (circolo) Melezza. Leży nad rzekami Maggia oraz Melezza. Powstała 14 kwietnia 2013 w wyniku połączenia gmin Cavigliano, Tegna i Verscio.  

## Demografia
W Terre di Pedemonte mieszkają 2694 osoby. W 2022 roku 11,7% populacji gminy stanowiły osoby urodzone poza Szwajcarią.